# Pseudanthias hangapiko
Pseudanthias hangapiko — вид окунеподібних риб родини серранових (Serranidae). Описаний у 2021 році.

## Назва
Видова назва hangapiko походить від назви бухти Ханга-Піко, де виявлено типові зразки виду.

## Поширення
Вид описаний з трьох зразків, що виявлені біля узбережжя острова Пасхи. Типові зразки зібрані з глибини 83 м в екосистемі мезофотичних коралів.

## Опис
Самець (голотип) сягав 45,2 мм, самиця (паратип) — 33,2 мм.